# 2000 CK105
2000 CK105, também escrito como 2000 CK105, é um objeto transnetuniano (TNO) que está localizado no cinturão de Kuiper, uma região do Sistema Solar. Este corpo celeste é classificado como um plutino, pois, o mesmo está em uma ressonância orbital de 2:3 com o planeta Netuno. Ele possui uma magnitude absoluta de 6,2 e tem um diâmetro estimado com cerca de 253 km. O astrônomo Mike Brown lista este corpo celeste em sua página na internet como um candidato a possível planeta anão.

## Descoberta
2000 CK105 foi descoberto no dia 6 de fevereiro de 2000 pelo astrônomo Marc W. Buie.

## Órbita
A órbita de 2000 CK105 tem uma excentricidade de 0,227 e possui um semieixo maior de 39,601 UA. O seu periélio leva o mesmo a uma distância de 30,608 UA em relação ao Sol e seu afélio a 48,593 UA.